# Lars-Tommy
Lars-Tommy var en (särskilt i media) vanlig benämning på förbundskaptens-duon Lars Lagerbäck och Tommy Söderberg. Under åren 1998 till 2004 ledde de det svenska herrlandslaget i fotboll (de första två åren med Lagerbäck som assisterande). Efter EM 2004 tog Lars Lagerbäck över själv, med hjälp av assisterade tränaren Roland Andersson, och dessa två har kallats Lars-Roland.
Radio- och TV-sportprofilerna Lasse Granqvist och Tommy Åström har ett gemensamt produktionsbolag döpt till just Lars Tommy HB. Bolaget bedriver konsultverksamhet inom media och kommunikation. Granqvist och Åström syns återkommande som programledare i Canal Plus.